# Collipulli
Collipulli is een gemeente in de Chileense provincie Malleco in de regio Araucanía. Collipulli telde 24.598 inwoners in 2017 en heeft een oppervlakte van 1296 km².